# Indywidualne Mistrzostwa Polski w Zapasach 2000

## Mistrzostwa Polski w Zapasach2000

### Kobiety
8. Mistrzostwa Polski – 28–30 kwietnia 2000, Łęczna

### Mężczyźni
- styl wolny

53. Mistrzostwa Polski – 28–30 kwietnia 2000, Łęczna
- styl klasyczny

70. Mistrzostwa Polski – 20–22 października 2000, Warszawa

## Medaliści

### Kobiety
| Kategoria: | Złoto:                               | Srebro:                               | Brąz:                                                                      |
| 46 kg      | Katarzyna Zalewska Wissa Szczuczyn   | Magdalena Kucharczyk Platan Borkowice | Iwona Wojtak Suples Kraśnik Agata Żuromska Budowlani Łódź                  |
| 51 kg      | Marta Wojtanowska Bizon Milicz       | Iwona Matkowska Agros Żary            | Katarzyna Górczyńska Suples Kraśnik Edyta Wolska Sokół Lublin              |
| 56 kg      | Elżbieta Stryczek Slavia Ruda Śląska | Ewa Iwańska Gwardia Warszawa          | Agnieszka Lis Agros Żary Anna Sobolewska Bizon Milicz                      |
| 62 kg      | Małgorzata Bassa Gwardia Warszawa    | Magdalena Laskowska Sokół Lublin      | Kinga Giezgała Gwardia Warszawa Wioletta Kaczmarek Slavia Ruda Śląska      |
| 68 kg      | Monika Maj Sokół Lublin              | Joanna Wawrzyńczak Platan Borkowice   | Agnieszka Hołda Sokół Lublin Agnieszka Ziętek Orzeł Wierzbica              |
| 75 kg      | Monika Kowalska Budowlani Łódź       | Anna Cebula Gwardia Warszawa          | Wioletta Pietrzak AZS AWF Gorzów Wielkopolski Agnieszka Winek Bizon Milicz |

### Mężczyźni

#### Styl wolny
| Kategoria: | Złoto:                               | Srebro:                                | Brąz:                                                                |
| 54 kg      | Sylwester Wojtak Włodawianka Włodawa | Przemysław Stencel Włókniarz Łódź      | Dawid Baran GKS Górnik Łęczna Paweł Knap GKS Górnik Łęczna           |
| 58 kg      | Tadeusz Kowalski Włodawianka Włodawa | Stanisław Surdyka Stal Rzeszów         | Marcin Chiliński Bizon Milicz Michał Małkiewicz Czeczott Wola        |
| 63 kg      | Lucjan Gralak ZKS Koszalin           | Marek Zieleziński Śląsk Milicz         | Cezary Jastreb AKS Białogard Radosław Kurowski ZKS Koszalin          |
| 69 kg      | Damian Świetlik Gwiazda Bydgoszcz    | Karol Chiliński Lotnik Wrocław         | Krystian Brzozowski Orzeł Namysłów Piotr Korzeniowski AKS Białogard  |
| 76 kg      | Radosław Horbik Śląsk Milicz         | Mariusz Dąbrowski ZKS Koszalin         | Łukasz Bogdan ZKS Górażdże Bartosz Szmigiel Bizon Milicz             |
| 85 kg      | Michał Stanisławski Gwardia Warszawa | Mateusz Gucman ZKS Górażdże            | Andrzej Brożyna ZKS Górażdże Hubert Roszkiewicz Gwardia Warszawa     |
| 97 kg      | Tomasz Janiszewski Gwardia Warszawa  | Bartłomiej Bartnicki Gwiazda Bydgoszcz | Piotr Leśniak Rokita Brzeg Dolny Maksymilian Witek GKS Górnik Łęczna |
| 130 kg     | Marek Garmulewicz Czeczott Wola      | Ernest Marszałek Stal Rzeszów          | Witold Biskup Czeczott Wola Przemysław Sarnowski ZKS Koszalin        |

#### Styl klasyczny
| Kategoria: | Złoto:                              | Srebro:                                  | Brąz:                                                                        |
| 54 kg      | Piotr Jabłoński Cement Gryf Chełm   | Marek Gawlik Wisłoka Dębica              | Mariusz Łoś Agros Zamość Tomasz Świerk Zagłębie Wałbrzych                    |
| 58 kg      | Dariusz Jabłoński Cement Gryf Chełm | Marek Zając Cement Gryf Chełm            | Zdzisław Biały Cement Gryf Chełm Grzegorz Szyszka PTC Pabianice              |
| 63 kg      | Włodzimierz Zawadzki Legia Warszawa | Krzysztof Szczepanik Wisłoka Dębica      | Grzegorz Piotrowski MOSiR Olimp Kostrzyn Andrzej Szczepanik Wisłoka Dębica   |
| 69 kg      | Ryszard Wolny Unia Racibórz         | Szymon Kogut Unia Racibórz               | Radosław Truszkowski Cement Gryf Chełm Dariusz Zwierzyński Cement Gryf Chełm |
| 76 kg      | Andrzej Tomaszewski Wisłoka Dębica  | Michał Jaworski AKS Piotrków Trybunalski | Artur Michalkiewicz Śląsk Wrocław Mariusz Pawłowski AKS Piotrków Trybunalski |
| 85 kg      | Marcin Letki Śląsk Wrocław          | Bartłomiej Pryczkowski Cartusia Kartuzy  | Mieczysław Kuryś Śląsk Wrocław Marek Szustek Legia Warszawa                  |
| 97 kg      | Jacek Fafiński Legia Warszawa       | Marek Sitnik Śląsk Wrocław               | Marek Mikulski Warmia Lidzbark Warmiński Michał Pryczkowski Cartusia Kartuzy |
| 130 kg     | Andrzej Wroński Legia Warszawa      | Robert Wajszczuk MOSiR Olimp Kostrzyn    | Mirosław Aziewicz Bieżanowianka Kraków Rafał Koszowski MOSiR Olimp Kostrzyn  |